# Puerto de Pucallpa
El puerto de Pucallpa está ubicado en Pucallpa, provincia de Coronel Portillo, departamento de Ucayali, Perú. Es un puerto fluvial. Tiene un muelle de lanchonaje. El puerto conecta a través del río Ucayali hasta Orellana, y los ríos Tambo Urubamba, Pachitea, Aguaytía, Paucartambo, Ene y sus afluentes navegantes. El puerto es punto de transferencia hacia el departamento de Loreto.
Por vía fluvial desde Iquitos (departamento de Loreto) a través del río Ucayali con un largo de 990 km tarda entre cuatro a seis días. La ruta que une Pucallpa con Lima por vía terrestre a través de la carretera central, parte de la longitudinal de la sierra y la carretera Tingo María – Pucallpa toma recorrer unos 797 km en un tiempo aproximado de 24 horas.